# Sokolov (zámek)
Sokolov (dříve též Falknov, německy Falkenau) je klasicistní zámek v centru města stejnojmenného města v Karlovarském kraji. První panské sídlo bylo na jeho místě založeno již ve druhé polovině třináctého století. Dochovanou podobu ovlivnila především pozdně gotická a barokní přestavba. Od roku 2009 je chráněn jako kulturní památka ČR.

## Historie

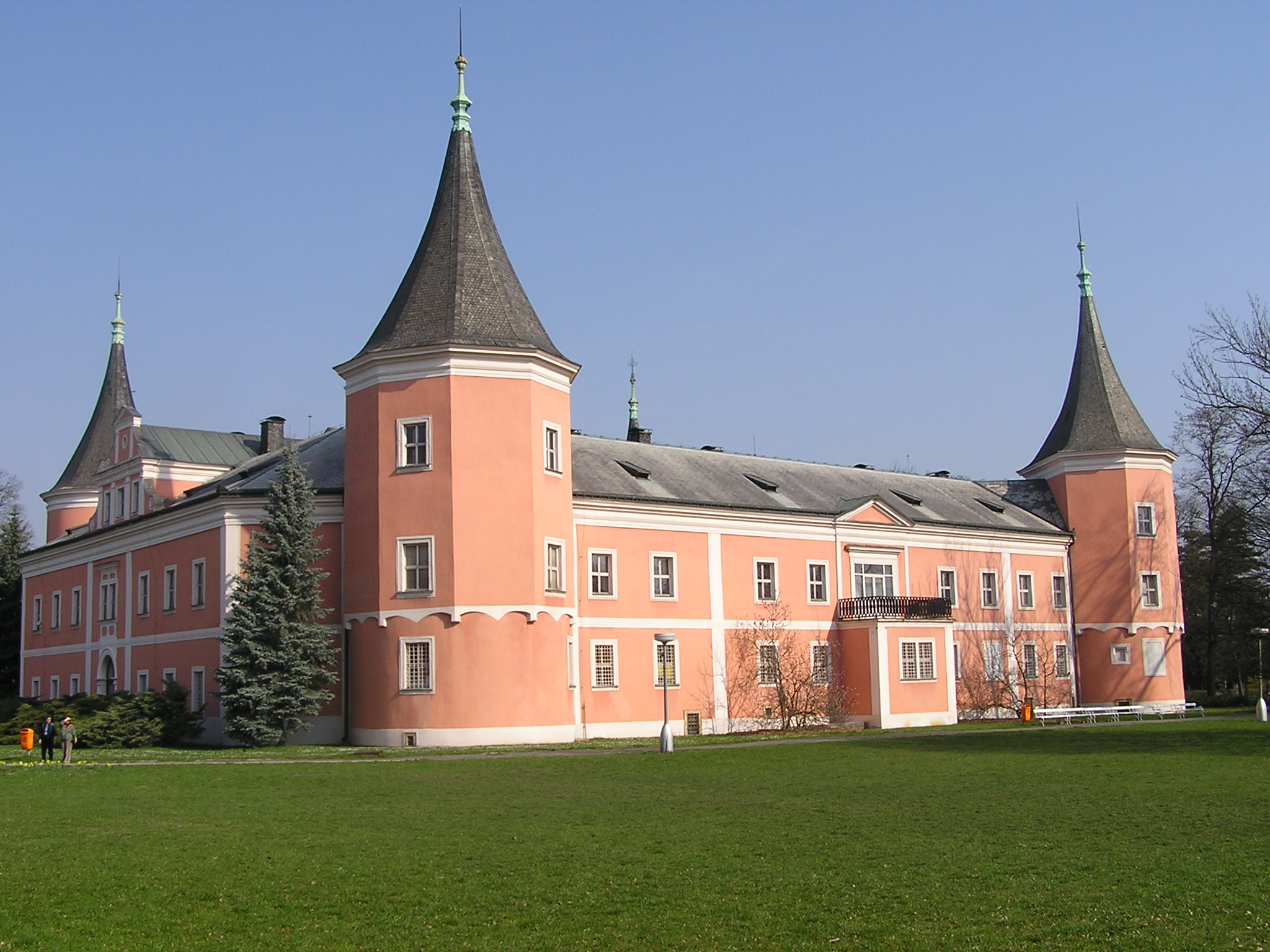
Zámek Sokolov

První písemná zmínka o Sokolovu pochází z roku 1279 a objevuje se v predikátu Alberta Nothafta z Falknova, jehož rod zde vybudoval první hrad či tvrz. V roce 1339 od nich Sokolov získali Winklerové, kteří ho museli před rokem 1366 přenechat královské komoře.

### Šlikové
Pozdně gotický sokolovský zámek, jenž byl základem pro dnešní sídlo, byl postaven po roce 1480 Mikulášem Šlikem, který spolu s ním vlastnil také panství Jindřichovice a hrady Seeberg a Nejdek. Mikuláš Šlik byl zakladatelem větve Šliků na Sokolovsku. Mikuláš zemřel v roce 1522 a jeho majetek zdědil jeho syn Volf. Ten panství rozšířil, a po jeho smrti v roce 1556 ho získal jeho synovec Kryštof. Posledním Šlikem vlastnícím Sokolov byl Jan Albín, který ho obýval v letech 1615–1621. Jan Albín byl jedním z vůdců stavovského povstání, proto byl donucen odejít později do vyhnanství.

### Nosticové
Zámek byl v roce 1621 zkonfiskován, a ještě téhož roku ho odkoupil císařský rada Ota Nostic. Nosticové byli poté majiteli panství až do roku 1945. Během třicetileté války byl zámek značně poškozen, protože se v jeho těsné blízkosti vedly několikrát těžké boje. Ještě v roce 1621 byl zámek několik měsíců obléhán vojsky Maxmiliána Bavorského, a poté byl nucen kapitulovat. O něco později v roce 1632 bylo město znovu napadeno a kompletně vypáleno, zámek se však ubránil. V roce 1647 byl Sokolov dobyt švédským generálem Wrangelem, ale brzy, ještě téhož roku získali sídlo Nosticové zpět. O rok později ho švédská vojska dobyla znovu. Tentokráte pod velením generála Königsmarka, který nechal zámek vypálit. Na ruinách vyhořelého zámku postavili Nosticové v roce 1663 nový zámek v barokním stylu.
Zámek navštívily některé významné osobnosti, například Josef Dobrovský nebo Johann Wolfgang von Goethe. V dnešní době se v zámku nachází městské informační centrum, malé muzeum a svatební síň. Zámek je udržován ve velmi dobrém stavu.

## Stavební podoba

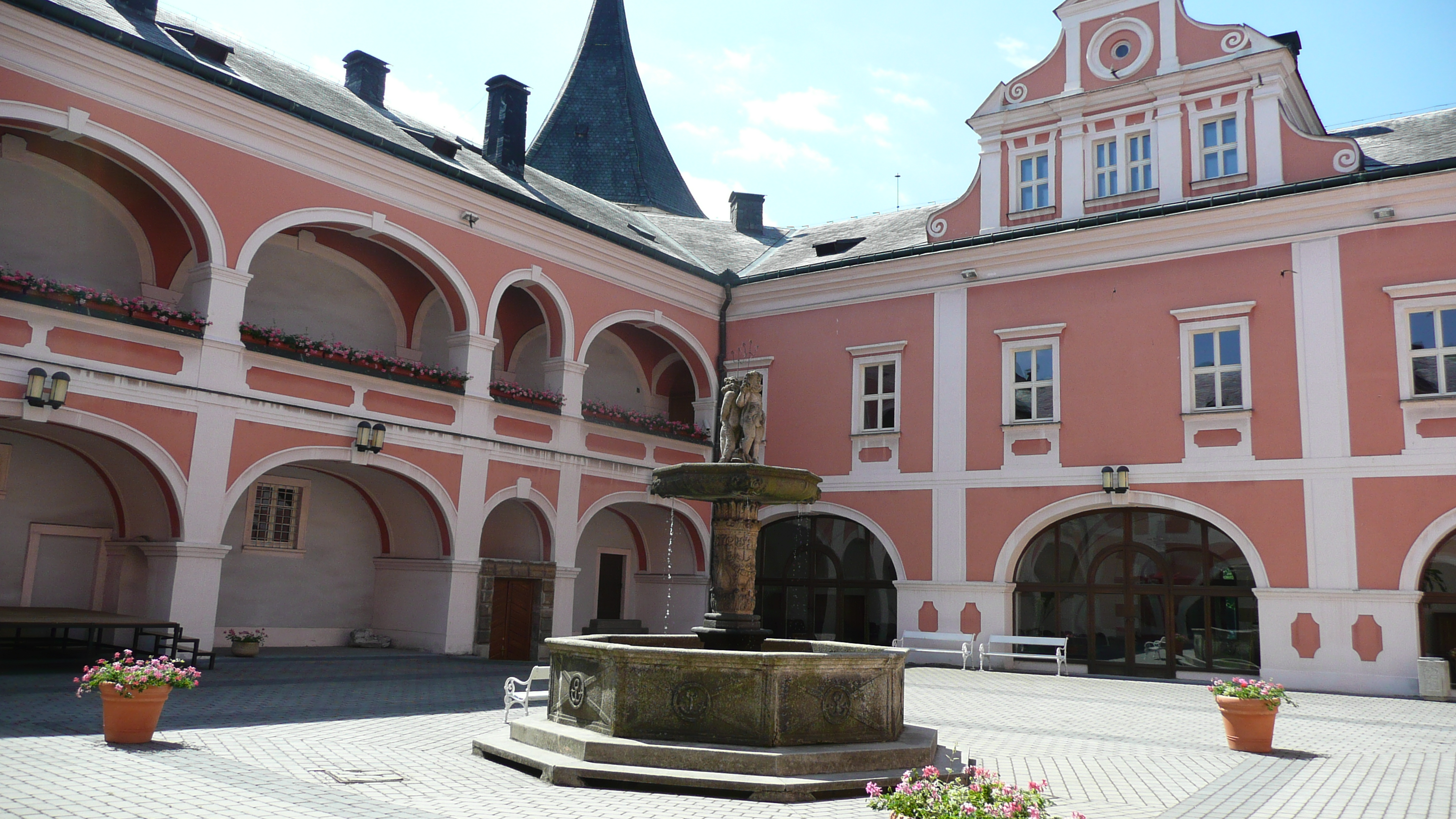
Nádvoří zámku s osmibokou kašnou

Původní panské sídlo ze třináctého století stálo na stejném místě jako zámek. Mělo okrouhlý půdorys vymezený archeologicky doloženou hradbou. Uprostřed nádvoří stál volně trojprostorový palác s přízemními místnostmi zaklenutými valenou klenbou a se záchodovým přístavkem.
Šlikové hrad po roce 1480 výrazně přestavěli ve stylu pozdní gotiky. Změnili půdorys z okrouhlého na čtverhranný a v nárožích nechali vybudovat bateriové věže spojené relativně slabou hradbou. Věže na severu jsou okrouhlé a jižní mají okrouhlé přízemí s polygonální horní částí. Podél severní, jižní a východní hradby byly postaveny jednopatrová palácová křídla, z nichž východní bylo výrazně užší než zbylá dvě. Dochované klenby a architektonické detaily byly datovány do první třetiny šestnáctého století. Součástí šlikovského hradu byl i původní palác, který zanikl až v době třicetileté války.
Těžce poškozený hrad nechali Nosticové v roce 1663 přestavět na barokní zámek, přičemž znovu postavili zaniklou věž v jihovýchodním nároží. Dochovaná podoba však pochází až z klasicistní přestavby z roku 1805.